# Jihokorejská ženská hokejová reprezentace
Jihkorejský ženský hokejový tým patří pod správu Korejské hokejové asociace. Poté, co se týmu podařilo zvítězit v divizi IB v roce 2017, postoupil do divize IIA Mistrovství světa v ledním hokeji žen. V současnosti se jedná o hokejový tým, který je ve světě na 22. příčce.
Jihokorejský ženský hokejový tým se na Zimní olympijské hry 2018 kvalifikoval automaticky jako pořadatelská země. Ve snaze zvýšit konkurenceschopnost hokejového týmu pro olympijské hry, přešlo do týmu několik severoamerických hráček s korejským původem. V lednu 2018 bylo oznámeno že se olympijských her účastní jednotný korejský ženský hokejový tým, včetně hráček severokorejské reprezentace.
V říjnu 2016 měl premiéru film pojednávající právě o Jihokorejské ženské hokejové reprezentaci.